# 巴哈馬岩遊䲁
巴哈馬岩遊䲁（學名：Enneanectes altivelis），為輻鰭魚綱䲁形目三鰭䲁科岩遊䲁屬的一個種，分布於西大西洋美國佛羅里達州南部、巴哈馬至巴西海域，深度3至10公尺，本魚體延長，頭部中等，眼睛前部和鼻孔周圍沒有刺，眼睛上方有短而寬的捲鬚，頸背上沒有捲鬚，上顎兩側沒有牙齒，頭頂和鰓蓋上緣有刺，鰓蓋上有一塊粗糙的鱗片，側線2段，稍重疊，身上的鱗片粗糙，體半透明，頭部帶有橙色光澤，虹膜為紅色，身體有5條斜的棕色到近黑色的條紋，延伸到臀鰭，最後一道條紋不比其他條紋顏色深，中部身體條紋邊緣有橙色斑點，第一背鰭有4-6條深色條紋；第二背鰭基部無黑斑；臀鰭有6-7條深色橫帶，背鰭硬棘13-16枚、背鰭軟條7枚、臀鰭硬棘0枚、臀鰭軟條10枚，體長可達4公分，成魚生活在清澈的海水中的珊瑚礁與岩石海岸周圍，雌魚產附著性卵在藻類築的巢，雄魚會守護卵，幼魚為浮游性，生活習性不明，可做為觀賞魚。